# Autorretrato (Counis)
Autorretrato é uma pintura da artista suiço-italiana Elisa Counis conservado na prestigiosa Coleção de Autorretratos da Galeria Uffizi, em Florença.